# فرودگاه شهرستان فرانکلین (تگزاس)
فرودگاه شهرستان فرانکلین (تگزاس) (به انگلیسی: Franklin County Airport (Texas)) یک فرودگاه همگانی بهره‌برداری هوایی با کد یاتا none است که یک باند فرود آسفالت دارد و طول باند آن ۱۱۸۹ متر است. این فرودگاه در کشور ایالات متحده آمریکا قرار دارد و در ارتفاع ۱۲۵ متری از سطح دریا واقع شده است.